# Ley Nacional del Espacio y la Aeronáutica
La Ley Nacional del Espacio y de la Aeronáutica (en inglés, National Aeronautics and Space Act), Ley Pública 85-568, es una ley federal de Estados Unidos de 1958, que creó la Administración Nacional de la Aeronáutica y del Espacio (NASA). La ley, que es posterior al lanzamiento del Sputnik por la Unión Soviética, fue redactada por el Comité Seleccionado de Estados Unidos en Astronáutica y Exploración Espacial, y el 29 de julio de 1958 fue firmada por el presidente Eisenhower.
Con anterioridad a la promulgación de esta ley, la responsabilidad para la exploración espacial fue considerada principalmente una aventura militar, en línea con el modelo soviético que había lanzado el primer satélite orbital. En gran medida, la ley fue motivada por la falta de respuesta ante una infraestructura militar estadounidense que parecía incapaz de mantener el ritmo de la carrera espacial contra la Unión Soviética. La ley original de 1958 estableció como responsabilidad de la nueva agencia la conducción de las actividades aeronáuticas y espaciales de los Estados Unidos "a fin de contribuir materialmente a uno o más de los siguientes objetivos:"
En 2012, un noveno objetivo fue añadido: "La preservación de la preeminente posición de los Estados Unidos en aeronáutica y el espacio a través de búsqueda y desarrollo de tecnología relacionada con procesos de fabricación asociados."

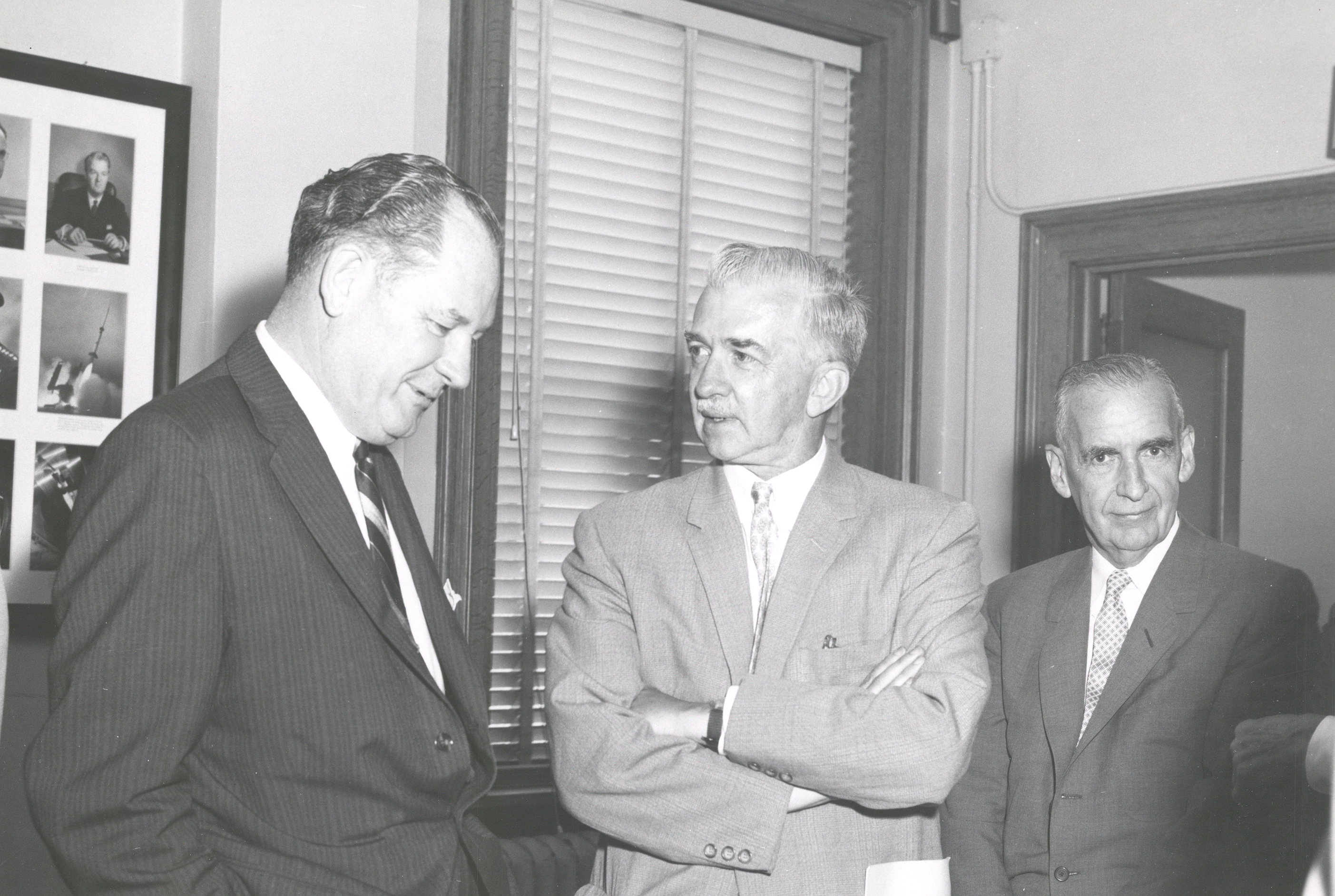
La reunión final del NACA, antes de ser transformado a NASA.

La ley abolió el Comité Consejero Nacional para la Aeronáutica (National Advisory Committee for Aeronautics) o NACA, transfiriendo sus actividades y recursos a la NASA  de manera efectiva el 1 de octubre de 1958. 

La ley también creó un comité de enlace civil-militar, con el propósito de coordinar aplicaciones civiles y militares, y manteniendo a la NASA y al Departamento de Defensa "plenamente y actualmente informado" del resto de las actividades de cada uno en el espacio. 

Además, la nueva ley hizo modificaciones extensas a la ley de patente y proporcionó a que las invenciones de empleados así como a las innovaciones de contratistas privados provocada a través de los viajes espaciales estarían sujetos a la propiedad del gobierno. Al hacer al gobierno el proveedor exclusivo de transporte espacial, la ley eficazmente desalentó el desarrollo privado de viajes espaciales. 
La frase «Venimos en paz para toda la humanidad», inscrita en una placa dejada en la Luna por la tripulación del Apolo 11, deriva del contenido de la ley, en cuanto a la política y el propósito de la NASA: "El Congreso de ahora en adelante declara que es la política de los Estados Unidos que actividades en el espacio deberán ser dedicadas a propósitos pacíficos para el beneficio de toda humanidad."
La Ley se modificó posteriormente para eliminar los prejuicios de género, por lo que esta declaración de política ahora se lee: "La devoción de las actividades espaciales para fines pacíficos para el beneficio de toda la humanidad. El Congreso declara que es política de los Estados Unidos que las actividades en el espacio deben dedicarse a fines pacíficos en beneficio de todos los géneros humanos.